# Jewgeni Jewgenjewitsch Nikitin
Jewgeni Jewgenjewitsch Nikitin (russisch Евгений Евгеньевич Никитин, englisch Evgeny E. Nikitin; * 9. Mai 1933 in Saratow) ist ein russischer theoretischer Chemiker und emeritierter Professor des Technion in Haifa.

## Leben
Nikitin studierte von 1950 bis 1955 Physik an der Universität Saratow. Anschließend wechselte er an das Institut für Chemische Physik der Akademie der Wissenschaften der UdSSR in Moskau und wurde dort 1965 promoviert. Von 1965 bis 1991 war er Professor am Institut für Chemische Physik sowie am Moskauer Institut für Physik und Technologie. 1992 ging er an das Technion – Israel Institute of Technology, wo er bis zu seiner Emeritierung 2002 Professor war.
Seit 2002 ist er Gastprofessor am Max-Planck-Institut für biophysikalische Chemie in Göttingen.
Sein Arbeitsgebiet ist die theoretische Beschreibung chemischer Elementarreaktionen mit Methoden der Quantenmechanik, speziell mittels Nutzung verschiedener quantenmechanischer Näherungsverfahren. Besonders bekannt wurden seine Untersuchungen zu elektronisch nichtadiabatischen Effekten in der Dynamik und Kinetik chemischer Reaktionen, also solchen Effekten, die nicht in Rahmen der Born-Oppenheimer-Näherung beschrieben werden können.
Nikitin publizierte mehr als 300 wissenschaftliche Arbeiten in Zeitschriften sowie mehrere Fachbücher, die teilweise nur in russischer Sprache erschienen sind. Zu seinen Koautoren zählt Lutz Zülicke.
Er erhielt zahlreiche Auszeichnungen und Ehrungen. 1977 wurde er zum Mitglied der Leopoldina gewählt. Seit 2012 ist er korrespondierendes Mitglied der Akademie der Wissenschaften zu Göttingen. 1987 wurde er Mitglied der International Academy of Quantum Molecular Science.

## Schriften (Auswahl)
- E. E. Niktin: Nonadiabatic transitions between fine-structure components of alkali atoms upon collision with inert-gas atoms. In: Journal of Chemical Physics. Band 43, 1965, S. 744 ff., doi:10.1063/1.1696800.
- E. E. Nikitin: Theory of Elementary Atomic and Molecular Processes in Gases. Clarendon Press, Oxford 1974, S. 472.
- E. E. Nikitin, L. Zülicke: Selected Topics of the Theory of Chemical Elementary Processes. Hrsg.: G. Berthier u. a. (= Lecture Notes in Chemistry. Band 8). Springer, Berlin, Heidelberg, New York 1978, ISBN 978-3-540-08768-7.
- E. E. Nikitin, S. Ya. Umanskii: Theory of Slow Atomic Collisions. Hrsg.: V. I. Goldanskii u. a. (= Springer Series in Chemical Physics. Band 30). Springer, Berlin, Heidelberg, New York, Tokyo 1984, ISBN 978-3-642-82047-2.
- E. E. Nikitin, L. Zülicke: Theorie chemischer Elementarprozesse. Akademie-Verlag, Berlin 1985, ISBN 978-3-528-06869-1, S. 236.
- E. E. Niktin: Nonadiabatic transitions: What we learned from old masters and how much we owe them. In: Annual Review of Physical Chemistry. Band 50, Nr. 1, 1999, S. 1–21, doi:10.1146/annurev.physchem.50.1.1.
- E. E. Niktin, J. Troe: 70 years of Landau-Teller theory for collisional energy transfer. Semiclassical three-dimensional generalizations of the classical collinear model. In: Physical Chemistry Chemical Physics. Band 10, Nr. 11, 2008, S. 1483–1501.